# Замок Ахберг
Замок Ахберг — барочный замок в немецкой общине Ахберг в федеральной земле Баден-Вюртемберг.

## Исторический очерк
Ныне существующее строение возведено на месте средневекового замка, давшего название владению Ахберг и выросшему вокруг замка населённому пункту. Об этом первом замке, однако, не сохранилось почти никаких сведений. Его первое письменное упоминание встречается в записи 1335 г. Известно также, что в XVI в. замок был кардинально перестроен.
В 1691 г. владение Ахберг вместе с замком было куплено ландкомтуром Тевтонского ордена Францем Бенедиктом Баденским, при котором в период с 1693 по 1700 гг. замок был перестроен в барочном стиле. К этому времени, в частности, восходит роскошное штукарное убранство потолка в Парадном зале замка, одно из самых интересных и богатых деталями в южной Германии.
Рыцари Ордена использовали замок, однако, лишь время от времени, так что большую часть времени он стоял пустым.
В ходе медиатизации и последовавшего затем роспуска Ордена, владение Ахберг перешло в 1806 г. к княжеству Гогенцоллерн-Зигмаринген, и с передачей последнего — в ходе Мартовской революции — Пруссии в 1850 г. стало самой южной частью прусских владений. Замок при этом вплоть до 1982 г. оставался одной из резиденций династии Гогенцоллерн.
С 1982 г., когда замок был предложен к продаже, он несколько раз становился объектом финансовых спекуляций, до тех пор пока в 1988 г. его смог приобрести округ Равенсбург. В период с 1989 по 1994 гг. была проведена комплексная реставрация, и с весны 1995 г. замок открыл свои двери для посетителей как музейно-выставочная и концертная площадка регионального значения.

## Современное использование
В замке Ахберг располагается музей, открытый с мая по октябрь (только с пятницы по воскресенье; в другие дни — по договорённости). Ежегодно округ Равенсбург проводит здесь свои художественные выставки. Кроме того, в Рыцарском зале организуются концерты камерной музыки.